# Anii 100 î.Hr.
Secole: Secolul al III-lea î.Hr. - Secolul al II-lea î.Hr. - Secolul I î.Hr.
Decenii: Anii 150 î.Hr. Anii 140 î.Hr. Anii 130 î.Hr. Anii 120 î.Hr. Anii 110 î.Hr. - Anii 100 î.Hr. - Anii 90 î.Hr. Anii 80 î.Hr. Anii 70 î.Hr. Anii 60 î.Hr. Anii 50 î.Hr.
Anii: 110 î.Hr. | 109 î.Hr. | 108 î.Hr. | 107 î.Hr. | 106 î.Hr. | 105 î.Hr. | 104 î.Hr. | 103 î.Hr. | 102 î.Hr. | 101 î.Hr. | 100 î.Hr.
Evenimente